# ТЕС Хенгам
26°39′48″ пн. ш. 55°53′3″ сх. д. / 26.66333° пн. ш. 55.88417° сх. д.
ТЕС Хенгам — іранська теплова електростанція на південному сході країни в провінції Хормозган.
У середині 2010-х на острові Кешм запланували створення потужної індустріальної зони, що включатиме завод з переробки газового конденсату, нафтохімічні підприємства та інші виробництва. Для забезпечення їхніх енергетичних потреб вирішили звести ТЕС Хенгам, майданчик під яку обрали на острівці Хенгам, який лежить біля південного узбережжя значно більшого Кешма.
За проєктом на станції зведуть один парогазовий блок комбінованого циклу потужністю 906 МВт. Він матиме дві газові турбіни з показниками по 307 МВт, які через відповідну кількість котлів-утилізаторів живитимуть одну парову турбіну потужністю 292 МВт. Газові турбіни були постачені компанією Siemens і перша з них стала до ладу в березні 2020 року.
ТЕС розрахована на споживання природного газу, виробництво якого на Кешмі здійснюють установки підготовки родовищ Хенгам (розташована на тому самому острівці, що й ТЕС Хенгам) і Гаварзін. Втім, їхніх можливостей буде недостатньо для покриття потреб індустріальної зони, тому додатковий ресурс надходитиме по трубопроводу Бендер-Аббас — Кешм.
Можливо також відзначити, що у другій половині 2010-х на Кешмі почали спорудження ще однієї електростанції ТЕС Пасаргад.